# Tạ Minh Tâm (ca sĩ)
Tạ Minh Tâm (sinh ngày 17 tháng 9 năm 1960 tại Long Xuyên, An Giang) là một ca sĩ người Việt Nam thuộc thể loại opera, nhạc cách mạng, đồng thời ông cũng tham gia đóng phim và làm người dẫn trò chơi truyền hình Chung sức của Đài Truyền hình Thành phố Hồ Chí Minh, và cũng là MC đầu tiên của gameshow này. Sở hữu chất giọng Tenor (Nam cao).
Ông nhận danh hiệu Nghệ sĩ ưu tú năm 2001 và danh hiệu Nghệ sĩ Nhân dân năm 2019. Ngoài ra, ông còn là phó giám đốc Nhạc viện Thành phố Hồ Chí Minh từ năm 2014 - 2020.

## Phim đã tham gia
- Blouse trắng (2002) (vai bác sĩ Lê Hùng)
- Ngoại tình (2003) (vai Minh)
- Những ngôi sao biển (2004) (vai đại úy Tha)
- Nghề báo (2006) (vai Phan Thăng)
- Một dành cho em (2010)
- Bên kia sông (2018) (vai Lê Tuấn)
- Siêu quậy có bầu (2019) (vai hiệu trưởng trường Ánh Dương)
- Chim én mùa đông (2020) (vai ông Bách)
- Chủ tịch giao hàng (2022) (vai ông Hải Hoàng)
- Đi về phía lửa (2024)

## Một số chương trình truyền hình đã tham gia

### Ai thông minh hơn học sinh lớp 5?
Ông đảm nhận vị trí dẫn dắt chương trình này trong khoảng thời gian từ lúc bắt đầu lên sóng cho đến hết ngày 28/8/2009. Từ ngày 4/9/2009, ông không phải ở vị trí này vì lý do bận việc cá nhân riêng của mình. Người kế nhiệm vị trí của ông là nghệ sĩ Thanh Bạch.

### Tìm người bí ẩn
Trong suốt thời gian phát sóng, ông luôn là người dẫn dắt chương trình.

### Chung sức
Ông đảm nhận vị trí dẫn dắt chương trình này trong khoảng thời gian từ lúc bắt đầu lên sóng cho đến hết cuối ngày 27/12/2011. Từ đầu ngày 3/1/2012, ông không phải ở vị trí này vì lý do bận việc cá nhân riêng của mình. Người kế nhiệm vị trí của ông là diễn viên Bình Minh.

### Thử thách
Ông đảm nhận vị trí dẫn dắt chương trình này trong khoảng thời gian từ lúc bắt đầu lên sóng cho đến hết năm 2006. Từ đầu năm 2007, ông không phải ở vị trí này vì lý do bận việc cá nhân riêng của mình. Người kế nhiệm vị trí của ông là MC Chi Bảo.

### 2 ngày 1 đêm
Ông tham gia chương trình này với vai khách mời đặc biệt tại Nhà hát Lớn Hải Phòng để thể hiện ca khúc "'O sole mio" phiên bản tiếng Ý, giới thiệu về nhà hát và bài hát "'O sole mio", dạy cho 9 dàn cast hát "'O sole mio" (Mặt trời của tôi) phiên bản tiếng Việt, ấn nút khi dàn cast hát sai lời, sai nhịp, sai tông để dàn cast bị ăn bột trong tập 64 với "tiết học âm nhạc" của "hành trình tuổi học trò".

## Khách mời
- Giới trẻ vào bếp (khách mời tập 23)
- Sinh ra để toả sáng (khách mời tập 1)
- Studio H9 - Hẹn cuối tuần (khách mời)
- Vang Bóng Một Thời (khách mời)
- Lời tự sự (khách mời)
- Trò chuyện cuối tuần (khách mời)
- 6 ô cửa bí ẩn (ban bình chọn)
- Mái ấm gia đình Việt (khách mời tập 64)
- 2 Ngày 1 Đêm (khách mời tập 64)